# Metula
Metula (hebrejsky מְטֻלָּה, v oficiálním přepisu do angličtiny Metula) je místní rada (malé město) v Izraeli, v Severním distriktu.

## Geografie
Leží v nadmořské výšce 527 metrů v horách Horní Galileji při horním toku, respektive poblíž pramenišť řeky Jordán (Nachal Ajun), na hranicích s Libanonem. Na západní straně od města se zvedá hora Har Cfija jako severní výběžek horského pásu Naftali. Metula je nejsevernějším sídlem v Izraeli. Výběžku izraelského území, v němž Metula leží, se říká Prst Galileje (Ecba ha-Galil), v angličtině také Galilee Panhandle neboli galilejský držák.
Město se nachází cca 153 kilometrů severovýchodně od centra Tel Avivu a cca 75 kilometrů severovýchodně od centra Haify. Metula je situována v hustě osídleném pásu severního výběžku Galileji, přičemž osídlení v tomto regionu je zcela židovské. Za hraniční čárou v Libanonu ovšem leží hustě osídlená krajina s arabskými městy a vesnicemi, z nichž nejblíže stojí vesnice Kafr Kila, necelé 2 kilometry západním směrem.
Metula je na dopravní síť napojena pomocí dálnice číslo 90, která tu začíná a která vede až do Ejlatu a je se svojí délkou cca 480 kilometrů nejdelší souvislou silnicí v Izraeli.

## Dějiny

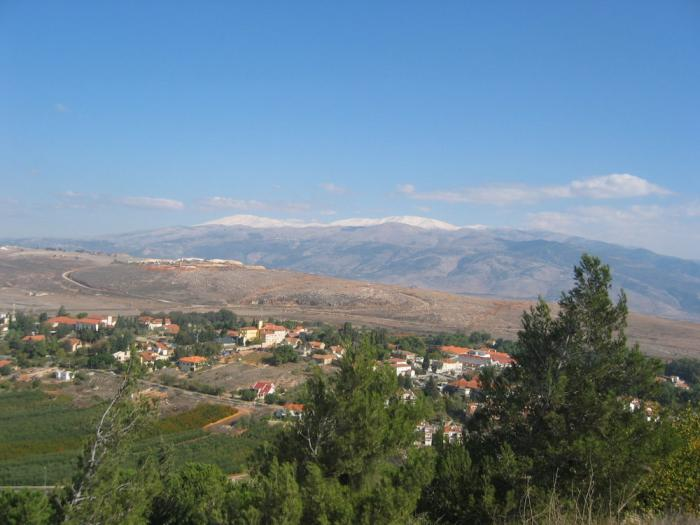
Celkový pohled na město Metula, v pozadí hora Hermon

Metula byla založena v roce 1896. Slavnostní založení se konalo 9. června 1896 a prvními obyvateli bylo 57 židovských rodin. V roce 1896 zdejší pozemky vykoupil od arabského statkáře baron Edmond James de Rothschild a v rámci první aliji zde založil židovskou soukromě hospodařící zemědělskou osadu typu mošava. Jejími prvními obyvateli byla skupina farmářů z již zavedených židovských osad barona Rotschilda jako Rišon le-Cijon a Zichron Ja'akov. Arabští Drúzové, kteří na této půdě do té doby žili jako nájemci, byli po uzavření smlouvy násilím vysídleni tureckými úřady, které tehdy kontrolovaly Palestinu. Drúzové se s tím dlouho nesmířili a po jistou dobu na nově vystavěnou židovskou vesnici útočili.
Jméno obce je odvozeno od pojmenování Umm-Talla (אום-טללה) drúzské osady, která zde předtím stávala. První židovští osadníci nazvali vesnici Am Segula (עם סגולה) - Vyvolený národ. Nakonec se ale ujalo původní jméno.
Počátkem 20. století přešla Metula pod nástupnickou organizaci Jewish Colonization Association zřízenou baronem Rotschildem pro pokračování jeho sponzorských aktivit v Palestině. Obyvatelé nesouhlasili s podmínkami, za kterých měla tato organizace jejich obec spravovat. V červnu 1901 zde došlo ke konfrontaci, při které vesničané zajali představitele Jewish Colonization Association a rozbili jeho povoz. Nebylo mu dovoleno odjet, dokud nesouhlasil se změnou ekonomických podmínek podle přání obyvatel Metuly. Téhož roku se obyvatelé vesnice podíleli na založení židovské osady Javne'el.
Po první světové válce se oblast okolo Metuly stala dočasně součástí zóny pod francouzskou kontrolou (dnešní Libanon a Sýrie) a vzhledem k vojenské slabosti Francouzů region fakticky ovládali místní Arabové. Kromě Metuly se ve francouzské zóně ocitly i židovské vesnice Tel Chaj, Kfar Gil'adi a Chamara (nyní na jejím místě stojí kibuc Ma'ajan Baruch), které tak byly ve skutečnosti odděleny od Palestiny. Okolní arabské obyvatelstvo obviňovalo Židy z kolaborace s francouzskými silami, třebaže Židé usilovali o neutrální pozici.
V roce 1920 zde došlo k eskalaci arabských útoků. V lednu 1920 se francouzská armáda utkala s arabskými povstalci. Přes 100 obyvatel Metuly tehdy raději dočasně opustilo svou vesnici a uchýlilo se do města Sidon v dnešním Libanonu. 8.-9. února 1920 Arabové vyplenili Metulu a zbylí Židé prchají do Sidonu a také do nedaleké vesnice Kfar Gil'adi. Právě u ní se v březnu 1920 odehrála bitva u Tel Chaj, ve které padl židovský vojenský vůdce Josef Trumpeldor. Trumpeldorovy jednotky dokázaly mezitím koncem února 1920 získat zpětně kontrolu nad Metulou, do které se v říjnu 1920 vrátili její obyvatelé. Teprve později, po vytyčení britsko-francouzské hranice, byla Metula zahrnuta do britského mandátu Palestina. K této demarkaci došlo v dubnu 1924. Vojenská houževnatost obyvatel nejsevernějších židovských osad během krize v roce 1920 bývá považována za důvod, proč nakonec nebyly ponechány pod francouzskou vládou. Průběh nové hraniční čáry ale od Metuly oddělil některé její zemědělské pozemky, které se tedy pak ocitly natrvalo ve francouzském Libanonu, ale byly i nadále obhospodařovávány z Metuly. Tato prostupnost hranice z Metuly učinila místo, kde v té době často docházelo k ilegálním přechodům a mířili tudy do britské Palestiny přistěhovalci.
Strategický význam Metuly vzrostl opět ve 30. letech, v době arabského povstání v Palestině, kdy v obci vyrostly některé opevňovací body. V září 1934 zde také židovská Hagana vyzkoušela poprvé signalizační systém, který umožňoval pomocí světelných signálů předávat zprávy mezi jednotlivými židovskými osadami, od Metuly až k vesnici Be'er Tuvja jižně od Tel Avivu. Předání depeše po celé trase zabralo při první zkoušce 3 a půl hodiny, po zdokonalení systému jen 15 minut. Během druhé světové války se Metula stala nástupním prostorem pro britský útok na francouzská území v Libanonu a Sýrii pod kontrolou kolaborantské vichistické vlády. Tento útok byl proveden roku 1941 a skončil britským vítězstvím. V počáteční fázi útoku ale Metula čelila francouzskému ostřelování z Libanonu a musela být dočasně z velké části vystěhována.
V dobách první arabsko-izraelské války v roce 1948 ležela Metula v místech bojů mezi izraelskou armádou a arabskými silami. Metula sice zůstala během války trvale pod židovskou kontrolou, ale nedaleko od ní, jižním směrem začínala již zóna ovládaná arabskými silami Fauzího al-Kaukdžího. Ještě v říjnu 1948 dokázala Kaukdžího armáda držet své pozice v horách na libanonské hranici s výhledem na celý Prst Galileje. Téhož měsíce během Operace Chiram ale byly arabské síly v této oblasti poraženy a Izraelci dokonce dočasně ovládli několik vesnic v Libanonu. Po válce byly v rámci dohod o příměří některé pozemky do té doby náležející k Metule předány nedaleké libanonské obci Marjayoun.
V roce 1949 byla Metula povýšena na místní radu (malé město). Téhož roku měla obec 170 obyvatel a rozlohu katastrálního území 8 500 dunamů (8,5 kilometrů čtverečních). V 50. letech 20. století zažila obec rychlý růst, díky kterému se posunula od zemědělské vesnice směrem k městskému sídlu. V 50. letech 20. století sem také byla zavedena elektřina. Jako pohraniční obec byla ale opakovaně vystavena útokům z Libanonu. 1. ledna 1970 unesli palestinští ozbrojenci místního strážce Šmuela Rosenwassera. Propustili ho až v únoru 1971 výměnou za propuštění jednoho ze svých lidí vězněných Izraelem.
V červenci 1981 dopadly na obec desítky raket vystřelených z Libanonu. V květnu 1989 odpálili arabští ozbrojenci z Libanonu na město raketu Kaťuša. Podobným útokům čelilo město opakované při dalších krizových situacích v regionu. Rakety sem dopadaly například i během Druhé libanonské války.

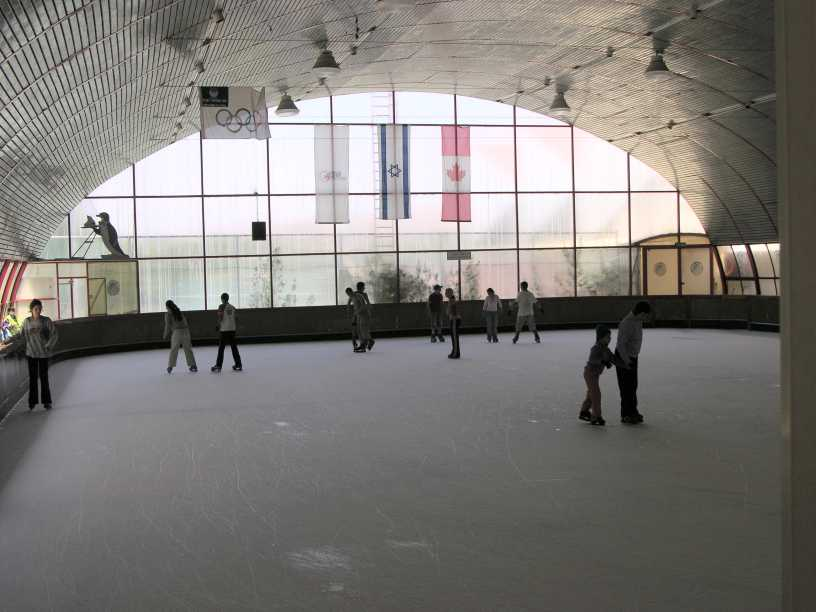
Zimní stadion v Metule

V roce 1976 byl v Metule otevřen takzvaný Dobrý plot (Good Fence) umožňující malý pohraniční styk mezi arabskými obyvateli Izraelem kontrolovaného jižního Libanonu a vlastním Izraelem. Ten zde fungoval až do izraelského stažení z Libanonu roku 2000. Jeho součástí byla i mobilní zdravotnická klinika provozovaná izraelskou armádou nedaleko hranic a určená pro arabské obyvatele Libanonu.
Ve městě funguje zimní stadion Canada Sports Center s umělou ledovou plochou, jednou ze dvou v Izraeli. Z cca 450 místních rodin se cca 120 zabývá zemědělstvím. Část obyvatelstva živí turistický ruch. V Metule je k dispozici základní škola a dvě mateřské školy.
V komunálních volbách v roce 2008 porazil Herzl Boker dosavadního starostu Kobiho Katze. Boker reprezentuje novější přistěhovalce, zatímco Katze podporovali starousedlíci. Výsledek voleb byl považován za odraz rozdělení místních obyvatel a úpadek vlivu původních farmářských rodin.

## Demografie
Podle údajů z roku 2005 tvořili Židé 93,1 % populace Metuly a včetně "ostatních" tedy nearabských obyvatel židovského původu ale bez formální příslušnosti k židovskému náboženství 98,2 %. Jde o menší sídlo spíše vesnického typu se stagnujícím počtem obyvatel. K 31. prosinci 2014 zde žilo 1593 lidí. Během roku 2014 stoupla populace o 1,9 %.
| Rok            | 1948 | 1949 | 1961 | 1972 | 1983 | 1995 | 2001  | 2003  | 2004  | 2005  | 2006  | 2007  | 2008  | 2009  | 2010  | 2011  | 2012  | 2013  | 2014  |
| -------------- | ---- | ---- | ---- | ---- | ---- | ---- | ----- | ----- | ----- | ----- | ----- | ----- | ----- | ----- | ----- | ----- | ----- | ----- | ----- |
| Počet obyvatel | 172  | 170  | 261  | 333  | 589  | 942  | 1 450 | 1 462 | 1 490 | 1 489 | 1 474 | 1 477 | 1 466 | 1 511 | 1 591 | 1 553 | 1 557 | 1 564 | 1 593 |

## Partnerské obce
- Pocking, Německo